# サマセット (ドック型輸送揚陸艦)
|          |                                                                        |
| 艦歴     |                                                                        |
| 発注     | 2007年12月27日                                                         |
| 起工     | 2009年12月11日                                                         |
| 進水     | 2012年4月14日                                                          |
| 就役     | 2014年3月1日                                                           |
| 母港     | カリフォルニア州 サンディエゴ海軍基地                                  |
| 退役     |                                                                        |
| 性能諸元 |                                                                        |
| 排水量   | 満載：25,000トン                                                       |
| 長さ     | 全長：208.5 m (684 ft) 水線長：201.4 m (661 ft)                        |
| 幅       | 全幅：31.9 m (105 ft) 水線長：29.5 m (97 ft)                           |
| 吃水     | 7 m (23 ft)                                                            |
| 機関     | CODAD方式、2軸推進 ターボチャージド・ディーゼル 4基、40,000 HP (30 MW) |
| 最大速力 | 22 ノット (41 km/h)                                                    |
| 航続距離 |                                                                        |
| 乗員     | 士官28名、兵員333名                                                    |
| 兵装     | RAM21連装発射機 2基 Mk 46 30mm機関砲 2門                               |
| 艦載機   | CH-46 4機またはMV-22B 2機                                              |
| 上陸艇   | LCAC 2隻またはLCU 1隻                                                  |
| 兵員     | 699名（士官66名、兵員633名）から800名まで                              |
| モットー | Let’s Roll                                                             |

サマセット (USS Somerset, LPD-25) は、アメリカ海軍のドック型揚陸艦。サン・アントニオ級ドック型輸送揚陸艦の9番艦。ペンシルベニア州サマセット郡に因んで命名された。その名を持つ艦としては5隻目。
サマセットは2001年9月11日のユナイテッド航空93便テロ事件において、英雄的な行動を起こした乗客達の勇気をたたえて、同機が墜落したサマセット郡シャンクスビルの名が付けられた。ゴードン・イングランド海軍長官は「乗客達の勇気と英雄的行動は決して忘れられない。また、USS サマセットはこの国を傷つけようとした者たちによって残させた物を決して忘れさせないだろう。」と語った。